# Anthea Stewart
Anthea Stewart, född den 20 november 1944 i Blantyre, Malawi, är en zimbabwisk landhockeyspelare.
Hon tog OS-guld i damernas landhockeyturnering i samband med de olympiska landhockeytävlingarna 1980 i Moskva.